# Jane's Fighting Ships
Jane's Fighting Ships è un'opera di riferimento  edita dalla casa editrice britannica Jane's Information Group che viene pubblicata annualmente, inizialmente su supporto cartaceo, e adesso anche su compact disc e microfilm. Gli argomenti trattati sono le navi da guerra, le aviazioni di marina e i sistemi d'arma correlati alle marine militari di tutto il mondo.
Fu originariamente pubblicato da John F. T. Jane (generalmente noto come "Fred T. Jane" o "Fred T.") a Londra nel 1898 con il titolo Jane's All the World's Fighting Ships, con lo scopo di fornire dati pubblici per i giocatori di wargame navali. Il suo successo diede vita a diverse pubblicazioni dedicate ad argomenti militari con il prefisso "Jane's".
È pubblicato dal Jane's Information Group, di proprietà del Montagu Private Equity. 
A tutto il 2010 fornisce informazioni su 163 marine militari e rapporti sulle loro capacità offensive, nonché analisi degli scenari geopolitici, informazioni su uniformi, gradi e insegne, e si pone come uno strumento pubblicitario per i produttori di sistemi d'arma.

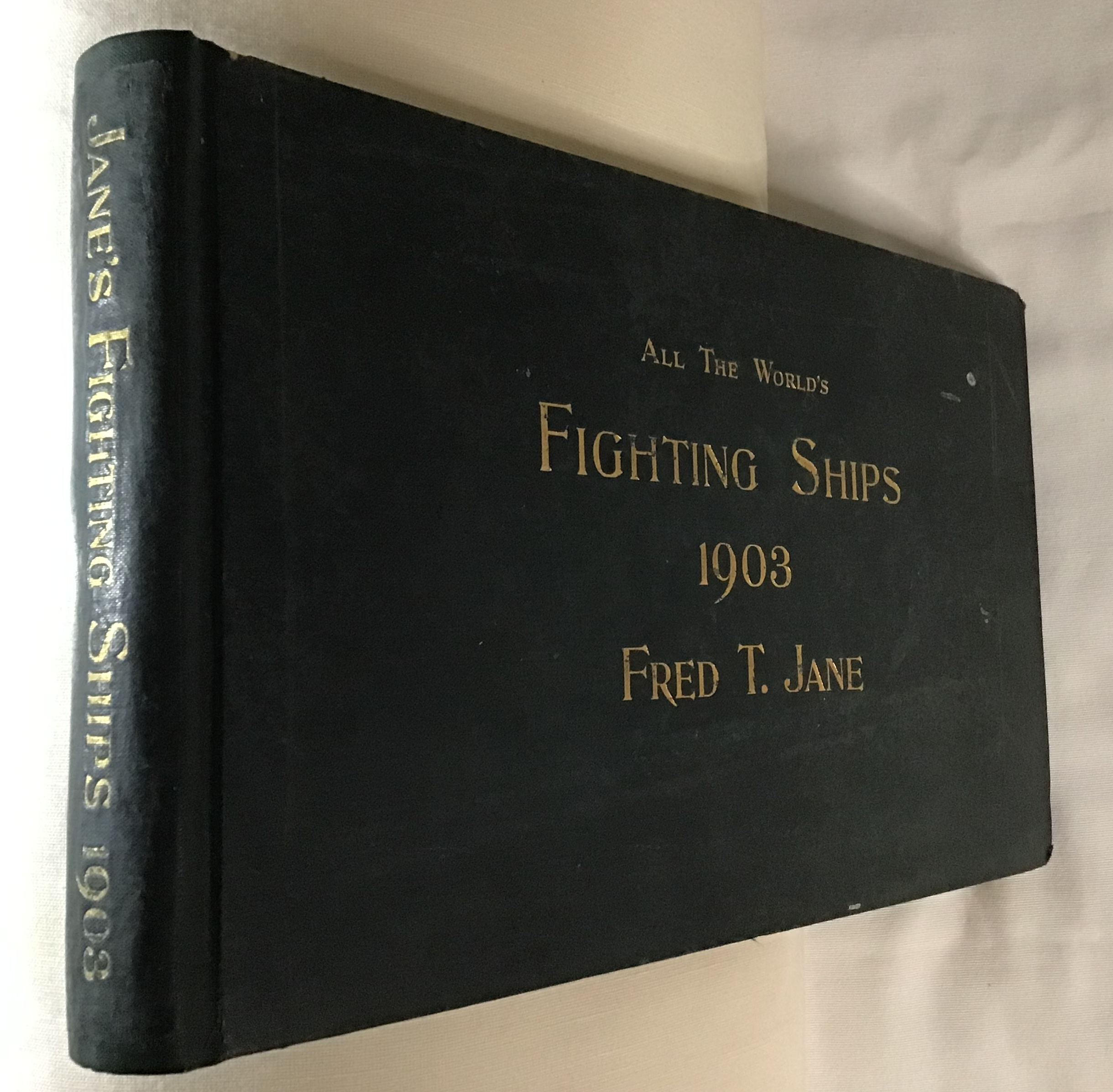
L'edizione del 1903.

La seguente è una lista delle principali pubblicazioni che hanno seguito il formato dell'opera originale di Jane:
| Titolo                                | Curatore                         | Editore                                                | ISBN          | Anno |
| ------------------------------------- | -------------------------------- | ------------------------------------------------------ | ------------- | ---- |
| All the World's Fighting Ships        | Fred T- Jane                     | Little, Brown and Co                                   |               | 1898 |
| Jane's Fighting Ships 1922            | Oscar Parkes                     | Sampson, Low, Marston and Co, London                   |               | 1922 |
| Jane's Fighting Ships 1924            | Oscar Parkes e Francis McMurtrie | Sampson, Low, Marston and Co, London                   |               | 1924 |
| Jane's Fighting Ships 1941            | Francis E. McMurtrie             | Sampson, Low, Marston and Co, London                   |               | 1942 |
| Jane's Fighting Ships 1943–44         | Francis E. McMurtrie             | Sampson, Low, Marston and Co, London                   |               | 1944 |
| Jane's Fighting Ships 1949–50         | Raymond Blackman                 | McGraw-Hill Book Company Inc., New York                |               | 1949 |
| Jane's Fighting Ships 1952–53         | Raymond Blackman                 | McGaw Hill, Canada and Samson, Low, Marston Co, London |               | 1952 |
| Jane's Fighting Ships 1954–55         | Raymond Blackman                 | McGraw Hill Canada                                     |               | 1955 |
| Jane's Fighting Ships 1956–57         | Raymond Blackman                 | Jane's Fighting Ships Publishing Co                    |               | 1957 |
| Jane's Fighting Ships 1958–59         | Raymond Blackman                 | McGraw Hill Canada                                     |               | 1959 |
| Jane's Fighting Ships 1970–71         | Raymond Blackman                 | McGraw-Hill Book Company, New York                     | 07-032205-8   | 1970 |
| Jane's Fighting Ships 1973–74         | John Moore                       | McGraw Hill Canada                                     | 07-032020-9   | 1974 |
| Jane's Fighting Ships 1974–75         | John Moore                       | Franklin Watts Inc, NY                                 | 0-531-02743-0 | 1975 |
| Jane's Fighting Ships 1979–80         | John Moore                       | John Franklin Watts Inc, NY                            | 0-531-03913-7 | 1980 |
| Jane's Fighting Ships 1983–84         | John Moore                       | Jane's Year Books                                      | 0-7106-0774-1 | 1984 |
| Jane's Fighting Ships of World War II | Antony Preston                   | Jane's Publishing Company                              | 1-851-70494-9 | 1989 |
| Jane's Fighting Ships 1992–93         | Richard Sharpe                   | Jane's Data Division                                   | 0-7106-0983-3 | 1993 |
| Jane's Fighting Ships 1995–96         | Richard Sharpe                   | Jane's Information Group Limited                       | 0-7106-1254-0 | 1995 |

Le edizioni del 1898, 1905, 1906, 1914, 1919, 1924, 1931, 1939 e 1944 furono ristampate dalla  Arco Publishing nel 1969.